# Treptaj (Doctor Who)
"Blink" (Treptaj) je deseta epizoda treće sezone britanske znanstveno-fantastične televizijske serije Doctor Who. Prvi je put prikazana 9. lipnja 2007 na BBC1. Epizodu je režirala Hettie MacDonald. Ovo je jedina epizoda treće sezone koju je napisao Steven Moffat.
U epizodi, Doktor—izvanzemaljac koji putuje kroz vrijeme (David Tennant)—i njegova suputnica Martha Jones (Freema Agyeman) su zatočeni u prošlosti i pokušavaju komunicirati s mladom ženom, Sally Sparrow (Carey Mulligan), kako bi spriječili Uplakane Anđele da preuzmu kontrolu nad TARDIS-om. Sparrow i brat njena najboljeg prijatelja, Larry Nightingale (Finlay Robertson), moraju razriješiti niz kriptičkih zagonetki koje im kroz vrijeme šalje Doktor.
Doktor i Martha se kratko pojavljuju u epizodi, što je omogućilo snimanje još jedne epizode usporedno s ovom. Scene u Wester Drumlins su snimane u napuštenoj kući u Newportu. Kako bi oživjele Anđele, dvije glumice nosile su šminku i prostetiku. Epizodu je pogledalo 6.62 milijuna ljudi u Ujedinjenom Kraljevstvu.

## Radnja
U 2007, Sally Sparrow ulazi u napuštenu kuću u potrazi za fotografskim subjektima. Umjesto toga, pronađe jezive kipove, i Doktorove poruke iza starih poluoguljenih tapeta, u kojima ju upozorava o Uplakanim Anđelima. Sally se vraća sljedeći dan sa prijateljicom Kathy Nightingale kako bi bolje istražila kuću, ali Katie nestaje u isto vrijeme kad mladić pokuca na vrata. On tvrdi da je Kathyin unuk i daje pismo Sally. Pismo objašnjava da se Kathy iznenada pojavila u 1920-ima u mjestu Hull. Tamo živi s mužem i vodi miran život, te traži da Sally otkrije njenom bratu Larrjyu kako je nestala. Sally vidi Yale ključ koji visi iz ruke jednog od kipova i uzme ga prije odlaska.
Sally posjeti Larryja u dućanu DVD-a, koji joj otkrije kako je našao isto "uskrsno jaje" u sedamnaest očito nepovezanih DVD-a. Jaje sadrži video-isječke čovjeka koji sebe naziva Doktor, u kojima vodi pola razgovora s gledateljem. Larry daje Sally popis tih 17 DVD-a te ona odlazi u policijsku postaju. Tamo upoznaje policajca Billyja Shiptona, koji objašnjava kako je već nekoliko ljudi nestalo u napuštenoj kući, te joj pokazuje lažnu, zaključanu policijsku govornicu. Sally odlazi, ali se sjeća Yale ključa pa se vrati, ali ni Billyja ni telefonske govornice nema. Ona odmah primi poziv od mnogo starijeg Billyja, koji je na samrti u bolnici. Ona ga posjeti i on objašnjava da je, nakon što je ona otišla, on otkrio kako Anđeli pokušavaju uzeti policijsku govornicu. Zatim se iznenada našao u 1969., gdje je upoznao Doktora koji ga je zamolio da prenese poruku Sally desetljećima kasnije. Billy se kasnije oženio i počeo video kuću, koja je odgovorna za stavljanje uskrsnih jaja na 17 DVD-a. Prije no što Billy umre, prenese Sally Doktorovu poruku: "Pogledaj popis". Sally shvati da ona ima svih 17 DVD-a i da je uskrsne jaje namijenjeno njoj.
Sally i Larry se vračaju u napuštenu kuću s nekoliko DVD-a s popisa i prijenosnim DVD playerom. Puste uskrsno jaje s jednog od DVD-a, a Larry spremi jedan DVD u džep Sally otkriva da može komunicirati s Doktorom u prošlosti, jer on posjeduje transkript razgovora, kojeg Larry trenutno zapisuje dok sluša njihov razgovor. Doktor objašnjava kako su Martha i on preneseni u prošlost jer ih je Anđeo dotaknuo. Anđeli su "kvantno zaključani", što im omogućuje da se kreću nevjerojatno brzo dok ih nitko ne promatra, ali čim ih bilo tko gleda, pretvaraju se u kamene kipove, a kamen je nemoguće ubiti. Kad su blizu drugih Anđela, pokrit će oči rukama, kako bi izbjegli gledanje u drugog Anđela, zbog čega su dobili naziv "Uplakani". Ako ikad pogledaju drugog anđela, obojica će zauvijek ostati kamen. Doktor upozorava Sally da ne smije odvratiti pogled ili trepnuti, čak ni na sekundu, jer su Anđeli užasno brzi. Doktor kaže kako se Anđeli hrane potencijalnom vremenskom energijom, pa traže TARDIS jer je u njemu nepresušiva zaliha vremenske energije, ali šteta koju Anđeli mogu prouzročiti je nezamisliva. Doktor dolazi do kraja transkripta jer je Larry prestao zapisivati razgovor zbog toga što je uočio Anđela u kući. Larry i Sally dođu do podruma gdje otkriju Anđele i TARDIS. Anđeli ih napadnu pa Sally i Larry otključaju TARDIS uz pomoć Yale kljuća i sakriju se unutra. Pojavi se Doktorov hologram, koji ih obavijesti da ubace kontrolni disk. Larry uzima sada sjajni disk iz džepa i stavlja ga u konzolu. TARDIS se dematerijalizira, ostavljajući panične Sally i Larry iza sebe. Anđeli su okružili TARDIS, pa kako je nestao, prevareni su, gledajući jedni druge, pa su zauvijek kameni kipovi.
Godinu dana kasnije, Sally i Larry otvaraju prodavaonicu DVD-a. Sally inzistira na održavanju mape događaja, ali Larry želi krenuti dalje i iskazuje svoje osjećaje prema njoj. Sally ga nježno odbije i Larry ide na trčanje. Sally vidi Doktora i Marthu kako napuštaju Taxi ispred prodavaonice, pa izlazi na ulicu kako bi ih upoznala.  Oni ju ne prepoznaju, pa Sally zaključi da još nisu proživjeli događaje koji ih pošalju u prošlost, da ih još treba preživjeti događaje koji su ih poslali u prošlost. Sally preda Doktoru mapu događaja, upozoravajući ga da će mu trebati u budućnosti. Doktor i Sally se pozdrave, a Larry se vraća s trčanja, s čuđenjem što je vidio čovjeka iz uskrsnog jaja. Sally i Larry se vračaju u dućan ruku pod ruku, aludirajući da je ona spremna za romantične odnose. Epizoda završava ponavljanjem Doktorovog upozorenja Sally, ovaj put usmjerenog na publiku i oblježenog s bljeskovima najpoznatijih kipova, što implicira kako svaki kip na svijetu može biti Uplakani Anđeo.